# Bieti (Eredvi)
Bieti (en georgiano: ბერიჯვარი) o Biet (en osetio: Биет) es una aldea que pertenece a la parcialmente reconocida República de Osetia del Sur, parte del distrito de Tsjinval, aunque de iure pertenece al municipio de Eredvi de la región de Iberia Interior de Georgia.

## Geografía
Bieti se encuentra en la orilla derecha del río Meyudi, a 30 kilómetros de Tsjinvali. La aldea se administra desde el pueblo de Ghromi.  

## Historia
La zona que rodea Bieti ha estado habitada desde la Edad del Bronce. Al final de la Edad Media, el territorio donde se ubica la actual Bieti y sus alrededores formaba parte del jevi de Ksani y, posteriormente, del ducado de Ksani.
Tras la guerra de Osetia del Sur de 1991-1992, los georgianos lograron controlar el pueblo y desde 2006, forma parte del municipio de Eredvi en la legislación georgiana. La mayoría de habitantes huyeron a Osetia del Norte y nunca volvieron. 

## Demografía
La evolución demográfica de Bieti entre 1916 y 2015 fue la siguiente:
| 163                                                      | 96 | 53 | 54 | 39 | 36 | 19 | 0 |
| (Fuente: Population of South Ossetia since Soviet times) |    |    |    |    |    |    |   |

Según el censo soviético de 1959, la mayoría de la población local eran osetios.

## Infraestructura

### Arquitectura, monumentos y lugares de interés
Entre los monumentos arquitectónicos destacan el monasterio de Bieti y la iglesia de la Virgen María.